# Kirchhof (Melsungen)
Kirchhof ist ein Stadtteil von Melsungen im nordhessischen Schwalm-Eder-Kreis in Nordhessen.

## Geographie
Kirchhof liegt im Melsunger Bergland rund 4 km (Luftlinie) ostnordöstlich des Zentrums der Melsunger Kernstadt. Durchflossen wird das von Wald umgebene Dorf vom Fulda-Zufluss Kehrenbach, in den etwas östlich der Ortschaft der Ohebach mündet. Hindurch verläuft die Landesstraße 3147, die wie der Kehrenbach südwestlich des Dorfes von der 306 m langen Kehrenbach-Talbrücke der Schnellfahrstrecke Hannover–Würzburg überbrückt ist.

## Geschichte

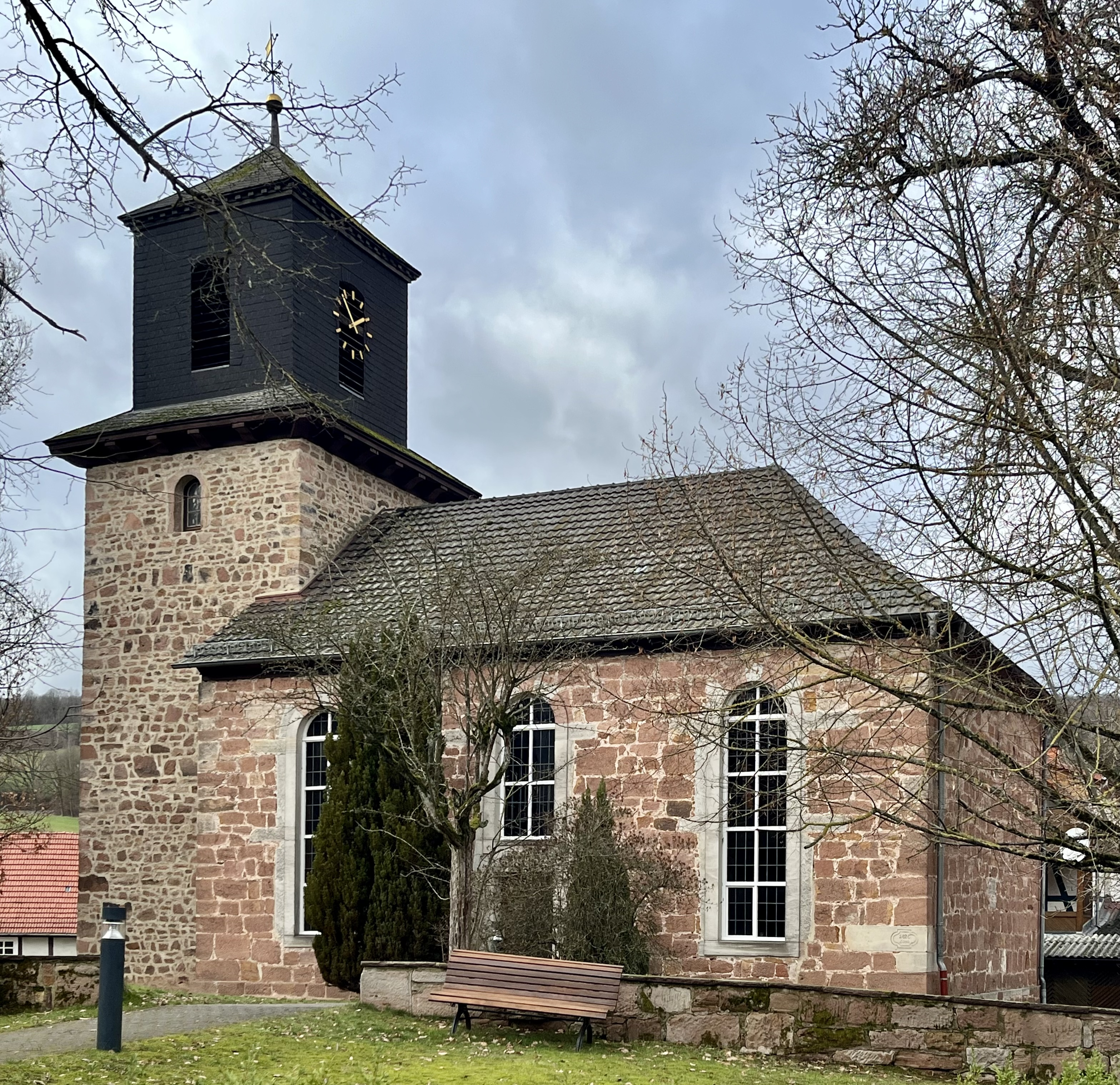
Evangelische Kirche

Erstmals urkundlich erwähnt wurde der Ort im Jahre 1303 als „Kirchhob“ unter Landgraf Heinrich I. Im Jahr 1420 gehörte das Dorf, erstmals unter dem Namen „Kirchhof“, zum Amt Melsungen. Weitere Erwähnungen fanden unter den folgenden Ortsname statt: villa Kirchob (1374), Kirchob (1420).
Von 1826 bis 1828 wurde die heutige Kirche erbaut.
Die bis dahin selbstständige Gemeinde Kirchhof wurde im Zuge der Gebietsreform in Hessen zum 1. Februar 1971 auf freiwilliger Basis in die Stadt Melsungen eingemeindet. Für Kirchhof, wie für die übrigen bei der Gebietsreform nach Melsungen eingegliederten Gemeinden, wurde ein Ortsbezirk mit Ortsbeirat und Ortsvorsteher nach der Hessischen Gemeindeordnung gebildet.

## Bevölkerung
Einwohnerstruktur 2011
Nach den Erhebungen des Zensus 2011 lebten am Stichtag, dem 9. Mai 2011, in Kirchhof 498 Einwohner. Darunter waren 15 (3,0 %) Ausländer.
Nach dem Lebensalter waren 72 Einwohner unter 18 Jahren, 195 zwischen 18 und 49, 117 zwischen 50 und 64 und 114 Einwohner waren älter.
Die Einwohner lebten in 204 Haushalten. Davon waren 60 Singlehaushalte, 57 Paare ohne Kinder und 72 Paare mit Kindern, sowie 12 Alleinerziehende und 6 Wohngemeinschaften. In 48 Haushalten lebten ausschließlich Senioren und in 123 Haushaltungen lebten keine Senioren.
Einwohnerentwicklung
 Quelle: Historisches Ortslexikon
- 1585: 19 Haushaltungen[1]
- 1747: 38 Haushaltungen[1]

| Kirchhof: Einwohnerzahlen von 1834 bis 2023 | Kirchhof: Einwohnerzahlen von 1834 bis 2023 | Kirchhof: Einwohnerzahlen von 1834 bis 2023 | Kirchhof: Einwohnerzahlen von 1834 bis 2023 | Kirchhof: Einwohnerzahlen von 1834 bis 2023 |
| --- | ------------------------------------------- | ------------------------------------------- | ------------------------------------------- | ------------------------------------------- |
| Jahr |                                             |                                             |                                             | Einwohner                                   |
| 1834 | 1834                                        |                                             | 373                                         | 373                                         |
| 1840 | 1840                                        |                                             | 387                                         | 387                                         |
| 1846 | 1846                                        |                                             | 381                                         | 381                                         |
| 1852 | 1852                                        |                                             | 397                                         | 397                                         |
| 1858 | 1858                                        |                                             | 371                                         | 371                                         |
| 1864 | 1864                                        |                                             | 388                                         | 388                                         |
| 1871 | 1871                                        |                                             | 395                                         | 395                                         |
| 1875 | 1875                                        |                                             | 406                                         | 406                                         |
| 1885 | 1885                                        |                                             | 378                                         | 378                                         |
| 1895 | 1895                                        |                                             | 391                                         | 391                                         |
| 1905 | 1905                                        |                                             | 398                                         | 398                                         |
| 1910 | 1910                                        |                                             | 416                                         | 416                                         |
| 1925 | 1925                                        |                                             | 412                                         | 412                                         |
| 1939 | 1939                                        |                                             | 403                                         | 403                                         |
| 1946 | 1946                                        |                                             | 544                                         | 544                                         |
| 1950 | 1950                                        |                                             | 548                                         | 548                                         |
| 1956 | 1956                                        |                                             | 445                                         | 445                                         |
| 1961 | 1961                                        |                                             | 464                                         | 464                                         |
| 1967 | 1967                                        |                                             | 480                                         | 480                                         |
| 1970 | 1970                                        |                                             | 513                                         | 513                                         |
| 1980 | 1980                                        |                                             | ?                                           | ?                                           |
| 1990 | 1990                                        |                                             | 542                                         | 542                                         |
| 2003 | 2003                                        |                                             | 572                                         | 572                                         |
| 2011 | 2011                                        |                                             | 498                                         | 498                                         |
| 2020 | 2020                                        |                                             | 420                                         | 420                                         |
| 2023 | 2023                                        |                                             | 500                                         | 500                                         |
| Datenquelle: Historisches Gemeindeverzeichnis für Hessen: Die Bevölkerung der Gemeinden 1834 bis 1967. Wiesbaden: Hessisches Statistisches Landesamt, 1968. Weitere Quellen: LAGIS; 1970: Dorfchronik:; Zensus 2011 |                                             |                                             |                                             |                                             |

Historische Religionszugehörigkeit
| • 1885: | 377 evangelische (= 99,74 %), ein katholischer (= 0,26 %) Einwohner |
| • 1961: | 433 evangelische (= 93,32 %), 25 katholische (= 5,39 %) Einwohner   |

## Politik
Für Kirchhof besteht ein Ortsbezirk (Gebiete der ehemaligen Gemeinde Kirchhof) mit Ortsbeirat und Ortsvorsteher nach der Hessischen Gemeindeordnung.
Der Ortsbeirat besteht aus fünf Mitgliedern. Bei den Kommunalwahlen in Hessen 2021 betrug die Wahlbeteiligung zum Ortsbeirat 70,41 %. Es erhielten die SPD mit 64362 % der Stimmen drei Sitze und die Liste „Bürger für Kirchhof“ mit 13,19 % zwei Sitze. Der Ortsbeirat wählte Holger Hartung (SPD) zum Ortsvorsteher.

## Sport
Überregionale Bekanntheit erlangte das Dorf durch die Frauenhandballmannschaft der SG 09 Kirchhof.